# 二硫化亞鐵
二硫化亞鐵是一种无机化合物，化學式为FeS2，在该化合物中，存在独立的S2原子团，铁为+2价。它可以以对应的不同的晶體結構的形式存在，黃鐵礦型和白鐵礦型。前者是五角十二面體結構，後者則為斜方晶系結構。

## 物理性质
二硫化亚铁是一种半导体材料，禁带宽度Eg≈0.95eV，并且具有较高光吸收系数，但其光电转化效率低。

## 化学性质
二硫化亚铁在空气中加热被氧化：
4 FeS2 + 11 O2 —高温→ 2 Fe2O3 + 8 SO2
在真空中加热至600℃分解，放出硫蒸汽。
它和酸反应放出硫化氢。

## 制备
二硫化亚铁可由草酸亚铁和硫脲在抗坏血酸的存在下通过水热反应得到。

## 用途
二硫化亚铁可以用作Li/FeS2电池的电极材料，具有廉价易得、环境污染小、放电电压高且平稳等优点。
FeS2薄膜也能用于光电子及太阳能电池材料。
以FeS2成为为主的黄铁矿矿石在工业上可用来炼铁和制备硫酸。